# Goldfield
Goldfield – jednostka osadnicza w USA, w stanie Nevada, stolica hrabstwa Esmeralda. Znajduje się około 274 km na wschód od Carson City przy drogi krajowej nr 95. W roku 2000, liczba mieszkańców wyniosła 440. To około 1/3 populacji hrabstwa. Na początku XX wieku, było to duże miasto.

## Historia
W 1902 roku, odkryto w tych okolicach złoto. Do 1904 wydobyto około 800 ton rudy, wycenionej na 2 300 000 dolarów. Stanowiło to 30% produkcji całego stanu rocznie. Ten nadzwyczajny wynik spowodował, że Goldfield stało się największym miastem w całej Nevadzie. Najwyższą liczbę ludności osiągnęło w 1906, wynosząc 30000. Rok później, zostało siedzibą władz hrabstwa Esmeralda.
Do roku 1910, populacja spadła do 4838. Dwa lata później, wydobycie rudy złota do 5 mln dolarów.
Największe firmy górnicze opuściły Goldfield w 1919, a w 1923 pożar strawił większość drewnianych budynków. Ocalały nieliczne ceglane jak szkoła średnia i stary hotel. Najmniej ludzi, mieszkało w 1950 - 275.
Łącznie w latach 1903-1940, wydobyto kruszec o wartości przekraczającej 86 mln dolarów.

### Życie codzienne robotników w latach rozkwitu
Wkrótce po założeniu większej ilości kopalni, górnicy założyli lokalny oddział Zachodniej Federacji Górników. Przyjęto do niej także robotników innych zawodów. Między nim a właścicielami kopalni doszło do wielu różnic zdań, w tym strajki w grudniu 1906 i styczniu 1907, kiedy żądali wyższych zarobków. Na początku sierpnia roku 1907, wprowadzono obowiązek odzieży ochronnej w kopalniach. Było to konieczne, gdyż utrudniała kradzież rudy, za którą można było dostać ok. 20 dolarów za funt.
W listopadzie i grudniu 1907, niektórzy właściciele kopalń rozpoczęli wypłacanie pensji poprzez czeki. Zdarzały się, sporadyczne, napady na kasjerów. Rzadko, poważne incydenty. Jednak w grudniu gubernator John Sparks, na wniosek przedsiębiorców, wystosował prośbę do prezydenta Theodora Roosevelta o przysłanie oddziału wojska, gdyż obawiał się zamieszek. Nie było tam policji i miał problemy z egzekwowaniem prawa. Theodore Roosevelt, 4 grudnia zlecił generałowi Frederickowi Funstonowi, dowódcy Dywizjonu Kalifornia w San Francisco, przyjechać z 300 żołnierzami do Goldfield. Oddział przybył do 6 grudnia. Właściciele kopalni, natychmiast, zmniejszyli zarobki i ogłosili, że nikt kto należy do Zachodniej Federacji Górników, nie znajdzie pracy. Prezydent zgodził się utrzymać wojsko na krótko, pod warunkiem, że rząd stanowy natychmiast zorganizuje milicję lub policję. Szybko zorganizowano specjalne spotkanie legislatury. Policję powołano 7 marca 1908 roku i oddział Funstona został wycofany.

## Atrakcje
Po czasach rozkwitu, pozostało wiele opuszczonych budynków, w których czas się zatrzymał. Co roku, w sierpniu, organizowany jest festiwal: parady, wystawy i aukcje ziem. Parking przy Autostradzie Międzystanowej.

### Hotel Goldfield
Za 450 000 ówczesnych dolarów, zbudowano hotel w 1908. Uznano go za najbardziej spektakularny obiekt w tym stanie. Otwarcie odbyło się z pompą. Pokoje ozdobione kosztownym mahonia, skórami, złocone kolumny, kryształowe żyrandole oraz winda.
Hotel przerwał działalność w 1946, a w 1971 został wykorzystany w filmie Vanishing Point. W 2003 hotel zakupiony przez Reda Robertsa, inżyniera z Carson City, który planuje remont i ponowne otwarcie.